# Bed (Nicki Minaj)
Bed è un singolo della rapper trinidadiana Nicki Minaj, pubblicato il 14 giugno 2018 come terzo estratto dal quarto album in studio Queen.

## Descrizione
Il singolo, dalle sonorità pop, è stato prodotto da Supa Dups, Beats Bailey, Messy e Ben Billions e vede la partecipazione della cantante statunitense Ariana Grande. Il testo parla del letto che le due cantanti hanno riservato per un amante non ancora pervenuto.

## Antefatti e pubblicazione
Il 12 maggio 2018, Ariana ha rivelato su Twitter di essere stata chiamata da Nicki alle 5 del mattino per registrare in studio di registrazione una collaborazione musicale. Il 4 giugno, invece, Ariana ha risposto ad un suo fan lasciando intendere che nel 2018 ci sarà più di una collaborazione tra le due. L'11 giugno, dopo aver annunciato il joint tour con Future, il Nicki Wrld Tour, ed aver pubblicato il secondo singolo Rich Sex in collaborazione con Lil Wayne, la rapper ha annunciato Bed come secondo singolo ufficiale dal suo quarto album Queen. È stato pubblicato il 14 giugno per il download digitale, insieme al pre-ordine dell'album.

## Video musicale
La rapper ha condiviso su Instagram un'anteprima del video musicale, in cui vengono mostrate le due cantanti divertirsi in un'isola caraibica.
Il video completo è stato reso disponibile a partire dal 6 luglio 2018.

## Tracce
Testi e musiche di Onika Maraj, Ben Diehl, Gamal "LunchMoney" Lewis, Brett Bailey, Mescon David Asher e Dwayne Chin-Quee.
1. Bed (feat. Ariana Grande) – 3:09

## Formazione
Musicisti
- Nicki Minaj – voce
- Ariana Grande – voce aggiuntiva

Produzione
- Ben Billions – produzione
- Beats Bailey – produzione
- Dwayne "Supa Dups" Chin-Quee – produzione
- Messy – co-produzione
- Aubry "Big Juice" Delaine – registrazione
- Nick Valentin – assistenza alla registrazione
- William Knauft – assistenza alla registrazione
- Șerban Ghenea – missaggio
- John Hanes – assistenza al missaggio
- Chris Athens – mastering

## Successo commerciale
A seguito della sua prima settimana completa di vendite e riproduzioni streaming, Bed ha debuttato alla 43ª posizione nella Billboard Hot 100, grazie a 19 000 copie digitali vendute (l'11ª più scaricata) e 12 milioni di riproduzioni streaming (facendo il suo ingresso alla 42ª posizione nella classifica streaming). La canzone è diventata la novantunesima entrata della Minaj in classifica, espandendo il suo record per i maggiori ingressi per un'artista femminile e rendendola la settima in assoluto ad averne di più, eguagliando James Brown.

## Classifiche
| Classifica (2018) | Posizione massima |
| ----------------- | ----------------- |
| Australia         | 17                |
| Austria           | 49                |
| Belgio (Fiandre)  | 56                |
| Belgio (Vallonia) | 67                |
| Canada            | 30                |
| Estonia           | 20                |
| Francia           | 105               |
| Germania          | 52                |
| Grecia            | 6                 |
| Irlanda           | 22                |
| Italia            | 91                |
| Lettonia          | 26                |
| Norvegia          | 34                |
| Nuova Zelanda     | 25                |
| Paesi Bassi       | 47                |
| Portogallo        | 27                |
| Regno Unito       | 20                |
| Repubblica Ceca   | 30                |
| Singapore         | 29                |
| Slovacchia        | 25                |
| Spagna            | 96                |
| Stati Uniti       | 42                |
| Svezia            | 44                |
| Svizzera          | 39                |
| Ungheria          | 20                |

## Date di pubblicazione
| Paese                 | Data           | Formato                      | Note   |
| --------------------- | -------------- | ---------------------------- | ------ |
| Mondo                 | 14 giugno 2018 | Download digitale, streaming | [ 27 ] |
| Regno Unito           | 15 giugno 2018 | Contemporary hit radio       | [ 28 ] |
| Regno Unito           | 15 giugno 2018 | Rhythmic contemporary        | [ 29 ] |
| Stati Uniti d'America | 19 giugno 2018 | Rhythmic contemporary        | [ 30 ] |
| Stati Uniti d'America | 19 giugno 2018 | Contemporary hit radio       | [ 31 ] |
| Italia                | 29 giugno 2018 | Contemporary hit radio       | [ 32 ] |